# Aloe pseudonigricans
Aloe pseudonigricans é uma espécie de liliopsida do gênero Aloe, pertencente à família Asphodelaceae.